# Il violinista sul tetto
Il violinista sul tetto (Fiddler on the Roof) è un film del 1971 diretto da Norman Jewison tratto dall'omonima commedia musicale andata in scena per la prima volta a Broadway nel 1964.

## Titolo
Il violinista sul tetto, che compare a tratti nel film, ha un ruolo metaforico, indicando la precarietà della vita degli Ebrei, senza una patria e costretti a destreggiarsi e a mantenersi in equilibrio fra popolazioni e governanti spesso ostili. L'unica cosa che impedisce loro di finire a gambe all'aria è il rispetto per le tradizioni, che regolano ogni aspetto della loro vita.

## Trama
Nel 1905, nel villaggio di Anatevka, un tipico shtetl nella zona di residenza dell'Impero russo, un povero lattaio ebreo, Tevye, è alle prese col problema di trovare marito a tre delle sue cinque figlie, ormai in età. Tevye incontra Perchik, un marxista di Kiev, che mette in guardia gli abitanti del villaggio che, seguendo la tradizione di obbedire alle autorità, parlano ma non fanno nulla per opporsi al progetto dello zar di cacciare gli ebrei. Poiché è quasi il tramonto del venerdì, e sta per cominciare il sabato ebraico, Tevye invita Perchik, che non ha una sistemazione, a stabilirsi da lui, offrendogli vitto e alloggio in cambio della formazione delle sue figlie.
Seguendo la tradizione, Tevye combina per la figlia maggiore, Tzeitel, un matrimonio con Lazar Wolf, un ricco macellaio vedovo, molto più vecchio di lei. Ma Tzeitel ama il sarto Motel, e implora il padre di non farle sposare Lazar. Sebbene inizialmente contrariato, dopo aver riflettuto Tevye accetta la situazione e si arrende ai desideri della figlia. Per convincere la moglie Golde, che considera Motel un pessimo partito, Tevye le racconta di aver avuto un incubo, in cui la nonna defunta di Golde gli avrebbe detto di far sposare Tzeitel con Motel, e la defunta moglie di Lazar, invece, avrebbe minacciato di uccidere Tzeitel qualora sposasse suo marito. Golde, impressionata, acconsente, e i due innamorati hanno il permesso sposarsi. Venuto a sapere dell'imminente matrimonio, il capo della polizia del villaggio, amico di Tevye, lo avverte che, per ordini superiori, dovrà organizzare un pogrom il giorno della cerimonia, ma lo assicura che sarà solo una cosa pro forma. Nel frattempo, la seconda figlia di Tevye, Hodel, si innamora di Perchik.
Al matrimonio, scoppia un litigio quando Lazar, presentando il suo regalo di nozze, dice che quello avrebbe dovuto essere il suo matrimonio, insinuando che Tevye abbia mancato di parola. In un'altra discussione, sul fatto che una ragazza possa essere in grado di scegliere il proprio marito, Perchik scandalizza i presenti, sostenendo che, contrariamente alle tradizioni, dovrebbe essere lasciato agli interessati il compito di decidere. Come annunciato dal capo della polizia, improvvisamente i suoi uomini si presentano e mettono tutto a soqquadro, senza uccidere nessuno, ma rovinando la festa.
Mesi dopo, Perchik si prepara a lasciare Anatevka perché è scoppiata la rivoluzione, e Hodel accetta di seguirlo. Quando lo dicono a Tevye, questi è furioso per la loro decisione di sposarsi senza il suo permesso, ma si arrende nuovamente davanti al loro amore. Tevye spiega alla moglie le ragioni che lo hanno portato ad andare contro la tradizione e ad acconsentire al matrimonio della figlia. Ma Golde, che ha sposato Tevye per matrimonio combinato ed ha imparato ad amarlo solo col tempo, non capisce. Perchik viene arrestato a Kiev ed esiliato in Siberia e Hodel decide di raggiungerlo. Nel frattempo, Tzeitel e Motel hanno il loro primo figlio, e Motel riesce finalmente ad acquistare una macchina da cucire, con la quale potrà lavorare e guadagnare di più. 
La terza figlia di Tevye, Chava, si innamora di un cristiano, di nome Fyedka. Tevye ammonisce Chava di non andare oltre un rapporto di amicizia con lui, a causa della differenza di religione. Quando Chava trova il coraggio di chiedergli il permesso di sposare Fyedka, Tevye glielo proibisce dicendo che contro questa tradizione non può andare, perché è la religione che fa di lui ciò che è, e senza di essa non è niente. Le ordina di troncare qualsiasi contatto con lui e di non nominarlo più. Invece, Chava fugge con Fyedka e lo sposa nella chiesa ortodossa del villaggio.
Golde viene a sapere del matrimonio dal pope, e resta annientata. Quando lo racconta a Tevye, decidono che Chava è morta per la famiglia e che dovranno dimenticarla.
Agli Ebrei di Anatevka viene comunicato il decreto di espulsione, che dà tre giorni di tempo per lasciare il villaggio e, ligi fino all'ultimo alla tradizionale sottomissione, iniziano a fare i bagagli per partire, diretti in varie parti d'Europa, in Palestina e in America.
Tevye riceve dalla Siberia una lettera di Hodel, la quale racconta di lavorare duramente in attesa della scarcerazione di Perchik. Spera che, quando verrà rilasciato, potranno riunirsi negli Stati Uniti. Chava e il marito passano a casa di Tevye e dicono alla famiglia di essere in procinto di partire per Vienna, non volendo più vivere in un paese che tratta così i suoi sudditi, pur non essendo obbligati a partire, visto che Fyedka è cristiano. Pur non mostrandolo, Tevye è commosso.
Alla fine avviene l'evacuazione di massa di Anatevka, sotto gli occhi sgomenti del capo della polizia. La comunità si ferma ad un crocicchio per un'ultima volta prima di disperdersi per le diverse destinazioni. Tevye, voltandosi indietro, vede il violinista sul tetto e gli fa cenno di accompagnarli, come ha sempre fatto.

## Riconoscimenti
- 1972 - Premio Oscar
  - Migliore fotografia a Oswald Morris
  - Miglior sonoro a David Hildyard e Gordon K. McCallum
  - Miglior colonna sonora a John Williams
  - Candidatura Miglior film a Norman Jewison
  - Candidatura Migliore regia a Norman Jewison
  - Candidatura Miglior attore protagonista a Topol
  - Candidatura Miglior attore non protagonista a Leonard Frey
  - Candidatura Migliore scenografia a Robert F. Boyle, Michael Stringer e Peter Lamont
- 1972 - Golden Globe
  - Miglior film commedia o musicale
  - Miglior attore in un film commedia o musicale a Topol
  - Candidatura Migliore regia a Norman Jewison
  - Candidatura Miglior attore non protagonista a Paul Mann
- 1972 - Premio BAFTA
  - Candidatura Migliore fotografia a Oswald Morris
  - Candidatura Miglior montaggio a Antony Gibbs e Robert Lawrence
  - Candidatura Migliore colonna sonora a Les Wiggins, David Hildyard e Gordon K. McCallum
- 1972 - David di Donatello
  - Miglior attore straniero a Topol
- 1972 - American Cinema Editors
  - Candidatura Miglior montaggio a Antony Gibbs e Robert Lawrence
- 1971 - British Society of Cinematographers
  - Migliore fotografia a Oswald Morris
- 1972 - Motion Picture Sound Editors
  - Miglior montaggio sonoro (Dialoghi)
- 1972 - Sant Jordi Award
  - Miglior interpretazione in un film straniero a Topol
- 1972 - Writers Guild of America
  - Candidatura WGA Award a Joseph Stein
- 2007 - Satellite Award
  - Candidatura Migliori extra DVD